# شارل إدوار غيوم

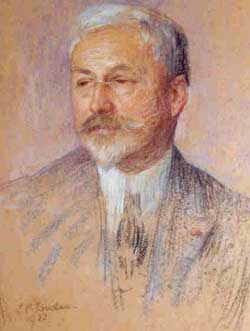
1922 بورتريه باستيل لماري لويز كاثرين بريسلاو

شارل ادوار غيوم (Charles Édouard Guillaume) (مواليد 15 فبراير، 1861 - 13 مايو، 1938) كان عالم فيزياء سويسري فرنسي. حصل على جائزة نوبل في الفيزياء عام 1920 عن أعماله في مجال القياسات الفيزيائية الدقيقة واكتشاف سبيلكة النيكل-فولاذ التي تدعى إنفار invar و إلينفار elinvar، حيث أن لمعدن إنفار معامل تمدد حراري قريب جداً من الصفر مما يعطي نتائج قياس دقيقة بغض النظر عن تغيرات درجة الحرارة.

## روابط خارجية
- شارل إدوار غيوم على موقع الموسوعة البريطانية (الإنجليزية)
- شارل إدوار غيوم على موقع إن إن دي بي (الإنجليزية)